# Alantoina
Alantoina, 5-ureidohydantoina – organiczny związek chemiczny z grupy ureidów, heterocykliczna pochodna mocznika. Powstaje z kwasu moczowego u niektórych roślin oraz u większości ssaków (wyjątek stanowią naczelne), u których reakcję tę katalizuje  oksydaza moczanowa, a przebiega ona w peroksysomach.  

## Zastosowanie
Stosowana w przemyśle farmaceutycznym oraz kosmetycznym, w kremach nawilżających, w kosmetykach przeciwsłonecznych, w kosmetykach ograniczających nadmierną potliwość, a także jako substancja czynna w maściach i kremach przeciwtrądzikowych. Nie wykazano, aby alantoina wpływała na zewnętrzne oznaki starzenia.
W medycynie ma zastosowanie w preparatach wspomagających leczenie skaleczeń. Alantoina przyspiesza odbudowę komórek i połączeń międzykomórkowych. Oddziałuje również uspokajająco na podrażnioną skórę. Wspomaga gojenie się lekkich ran. Nie posiada jednak działania przeciwbakteryjnego. Pozyskiwana w sposób naturalny z roślin takich jak klon (Acer L.), żywokost (Symphytum L.), wężymord czarny korzeń (Scorzonera hispanica L.).